# Linum polygaloides
Linum polygaloides är en linväxtart som beskrevs av Jules Émile Planchon. Linum polygaloides ingår i släktet linsläktet, och familjen linväxter. Inga underarter finns listade i Catalogue of Life.